# Rumjana Tschawdarowa
Rumjana Tschawdarowa (bulgarisch Румяна Чавдарова, englisch Rumyana Chavdarova; * 10. September 1950) ist eine ehemalige bulgarische Leichtathletin, die sich auf den Mittelstreckenlauf spezialisiert hat. Ihren größten Erfolg feierte sie mit der Bronzemedaille über 1500 Meter bei den Halleneuropameisterschaften 1977 in San Sebastián.

## Sportliche Laufbahn
Erste internationale Erfahrungen sammelte Rumjana Tschawdarowa vermutlich im Jahr 1974, als sie bei den Europameisterschaften in Rom in 9:31,0 min den zwölften Platz im 3000-Meter-Lauf belegte und über 1500 Meter mit 4:15,1 min im Vorlauf ausschied. Im Jahr darauf belegte sie bei den Halleneuropameisterschaften in Katowice in 4:23,2 min den siebten Platz im 1500-Meter-Lauf und 1976 gelangte sie bei den Halleneuropameisterschaften in München mit 4:21,9 min auf Rang fünf. 1977 gewann sie bei den Halleneuropameisterschaften in Donostia / San Sebastián in 4:11,3 min die Bronzemedaille hinter der Britin Mary Stewart und ihrer Landsfrau Wessela Jazinska. Im Jahr darauf wurde sie bei den Halleneuropameisterschaften in Mailand in 4:32,0 min Achte und 1979 belegte sie bei den Halleneuropameisterschaften in Wien in 4:11,6 min den fünften Platz. Bei den Crosslauf-Weltmeisterschaften 1987 in Warschau lief sie nach 19:42 min auf dem 139. Platz ein und beendete daraufhin ihre aktive sportliche Karriere im Alter von 37 Jahren.
1975 wurde Tschawdarowa bulgarische Meisterin im 800-Meter-Lauf sowie 1974, 1975 und 1978 über 1500 Meter. Zudem wurde sie in den Jahren von 1976 bis 1979 sowie 1980 und 1982 Landesmeisterin im 3000-Meter-Lauf und 1983 über 10.000 Meter und 1973, 1978 und 1980 im Crosslauf.

## Persönliche Bestleistungen
- 800 Meter: 2:02,2 min, 25. Februar 1978 in Sofia
- 1500 Meter: 4:09,90 min, 22. Juni 1990 in Köln
  - 1500 Meter (Halle): 4:11,3 min, 20. Februar 1977 in Sofia
- 3000 Meter: 9:06,28 min, 14. August 1977 in Helsinki